# 布罗伊公爵

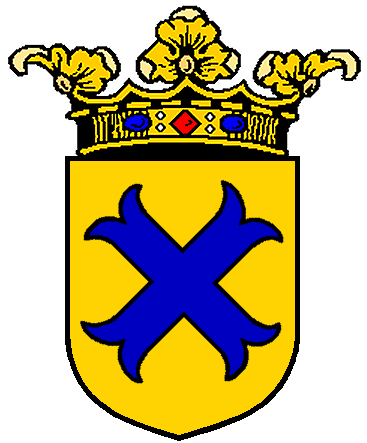
布罗伊家族纹章

布罗伊公爵(法语：Duc de Broglie，发音：[dəbʁɔj]) 法國貴族，17世紀皮埃蒙特家族的後裔，法國許多著名的高階軍官、外交、政治人物均來自這個家族，如：法国元帅弗朗索瓦-马利·布罗伊公爵（1671～1745）、法國軍人和元帥維克托-弗朗索瓦·布羅伊公爵（1718～1814）、與反對勢力奮鬥的維克多·布羅伊公爵（1785～1870）、法國第三共和初期的總理阿尔贝·德·布罗伊公爵（1821～1901）。著名的物理學家路易-维克多布罗伊公爵亦屬這個家族。

## 布罗伊伯爵
- 弗朗索瓦-马利，布罗伊伯爵 （François-Marie, comte de Broglie），軍人。
- 维克多-莫里斯，布罗伊伯爵 （Victor-Maurice, comte de Broglie），法国元帅。

## 布罗伊公爵（Ducs de Broglie，1742年—）
- 1742年—1745年：弗朗索瓦-马利，第一代布罗伊公爵 （François-Marie, 1er duc de Broglie，1671年—1745年），法国元帅。
- 1745年—1804年：维克多-弗朗索瓦，第二代布罗伊公爵 （Victor-François, 2e duc de Broglie，1718年—1804年），法国元帅。
- 1804年—1870年：阿希耶·莱昂斯·维克多·夏尔，第三代布罗伊公爵 （Achille Léonce Victor Charles, 3e duc de Broglie，1785年—1870年），政治家和外交官，法兰西学院院士。
- 1870年—1901年：雅克·维克多·阿尔贝，第四代布羅伊公爵 （Jacques Victor Albert, 4e duc de Broglie，1821年—1901年），政治家和作家, 法兰西学院院士
- 1901年—1906年：路易-阿尔封斯-维克多，第五代布罗伊公爵 （Louis-Alphonse-Victor, 5e duc de Broglie，1846年—1906年）
- 1906年—1960年：路易-塞萨尔-维克多-莫里斯，第六代布罗伊公爵，（Louis-César-Victor-Maurice, 6e duc de Broglie，1875年—1960年），物理学家，法兰西学院院士和自然科学学院院士。
- 1960年—1987年：路易-维克多，第七代布罗伊公爵，（Louis Victor, 7e duc de Broglie，1892年—1987年），物理学家和諾貝爾物理學獎獲得者，法兰西学院院士和自然科学学院院士。
- 1987年—2012年：维克多-弗朗索瓦，第八代布罗伊公爵 （Victor-François, 8e duc de Broglie，1949年—2012年）
- 2012年至今：菲利普-莫里斯，第九代布羅伊公爵 （Philippe-Maurice, 9e duc de Broglie，1960年生）